# Napfspitze (Pfunderer Berge)
Die Napfspitze (2888 m s.l.m., italienisch Cima Cadini) ist ein Berg in den Pfunderer Bergen, einer Untergruppe der Zillertaler Alpen. Sie liegt südlich des Eisbruggjochs (2545 m), an dem sich die Edelrauthütte befindet, deren Hausberg sie ist.

## Lage und Umgebung
Die Napfspitze ist der nördlichste und höchste Gipfel des Grubbachkamms, des südöstlichen Kamms der Pfunderer Berge, der sich als südwestliche Begrenzung des Mühlwalder Tals in einem Bogen
vom Tauferer Tal im Osten bis zum Eisbruggjoch im Norden erstreckt. Die Napfspitze ist der erste Gipfel südlich des Eisbruggjochs, dieses trennt den Neves-Stausee im Talschluss des Mühlwalder Tals im Osten von Dun im hinteren Pfunderer Tal im Westen. Der Napfspitze gegenüber stehen im Norden des Jochs der Niedere Weißzint (3263 m) sowie der Hohe Weißzint (3371 m) im Zillertaler Hauptkamm.
Westlich der Napfspitze befindet sich der Eisbruggsee auf einer Höhe von 2351 m., südöstlich liegen die Seeberg-Seen (auch Seetal-Seen, 2420 m) in einem Hochtal oberhalb des Zösenbergtales.
Den Gipfelbereich des Berges bildet ein etwa 400 Meter langer Kamm. Dieser erstreckt sich vom nordöstlichen Vorgipfel, der Pfeifholderspitze (2862 m), über zwei weitere, durch Scharten getrennte kleinere Gipfelkuppen zum Hauptgipfel als südwestlichen Endpunkt des Gipfelgrats.

## Alpinismus
Der übliche Anstieg erfolgt von der Edelrauthütte am Eisbruggjoch, das man in ungefähr zwei Stunden vom Neves-Stausee durch das Pfeifholdertal erreichen kann. Der markierte Steig führt entlang des Nordgrats, wobei er meist etwas östlich des eigentlichen Grats bleibt. Man erreicht über Blockwerk und Schrofen die Scharte wenig südwestlich der Pfeifholderspitze, des nordöstlichen Vorgipfels der Napfspitze. Der Gratverlauf biegt hier in südwestlicher Richtung ab, auch der Steig bleibt in der Nähe dieses Grats, weicht aber öfter in die Flanken aus. Bis zum etwa 300 Meter von dieser Scharte entfernten Hauptgipfel gibt es leichtere Kletterstellen, die größtenteils mit Drahtseilen gesichert sind. Von der Hütte zum Gipfel benötigt man ungefähr eine Stunde.
Die Scharte südwestlich der Pfeifholderspitze kann auch von Südosten erreicht werden. Dabei startet man im vom Mühlwalder Tal abzweigenden Zösenbergtal oberhalb des Weilers Zösen. Über die Zösener Wiesen, die Schafalm Seeberg, eine kleine Hirtenhütte in einer Geländemulde, und die Seeberg-Seen erreicht man den südöstlichen Bergfuß der Napfspitze. Über den steilen, grasigen Hang, zuletzt über einige Felsen, gelangt man schließlich in die Scharte.

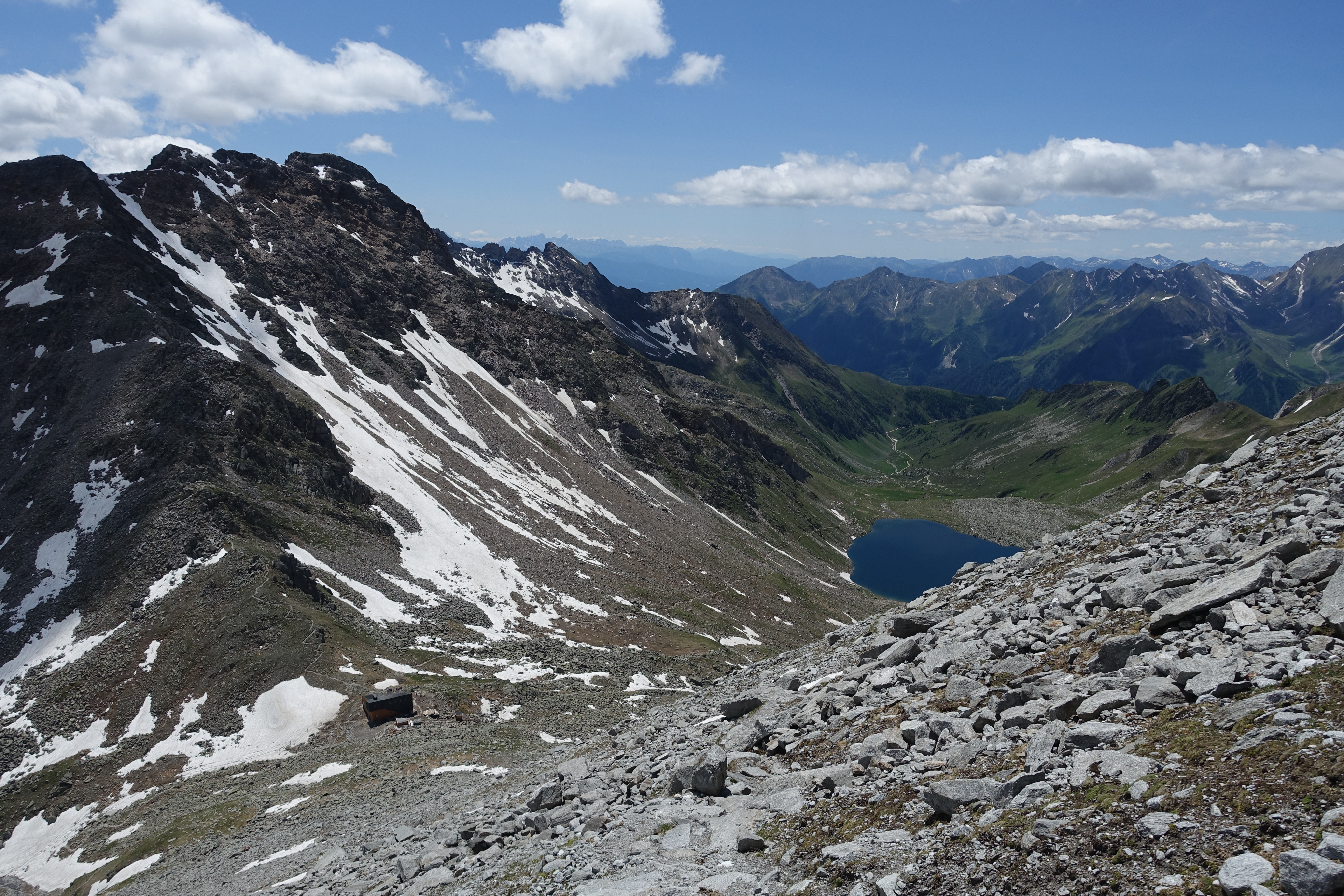
Napfspitze von Nordosten
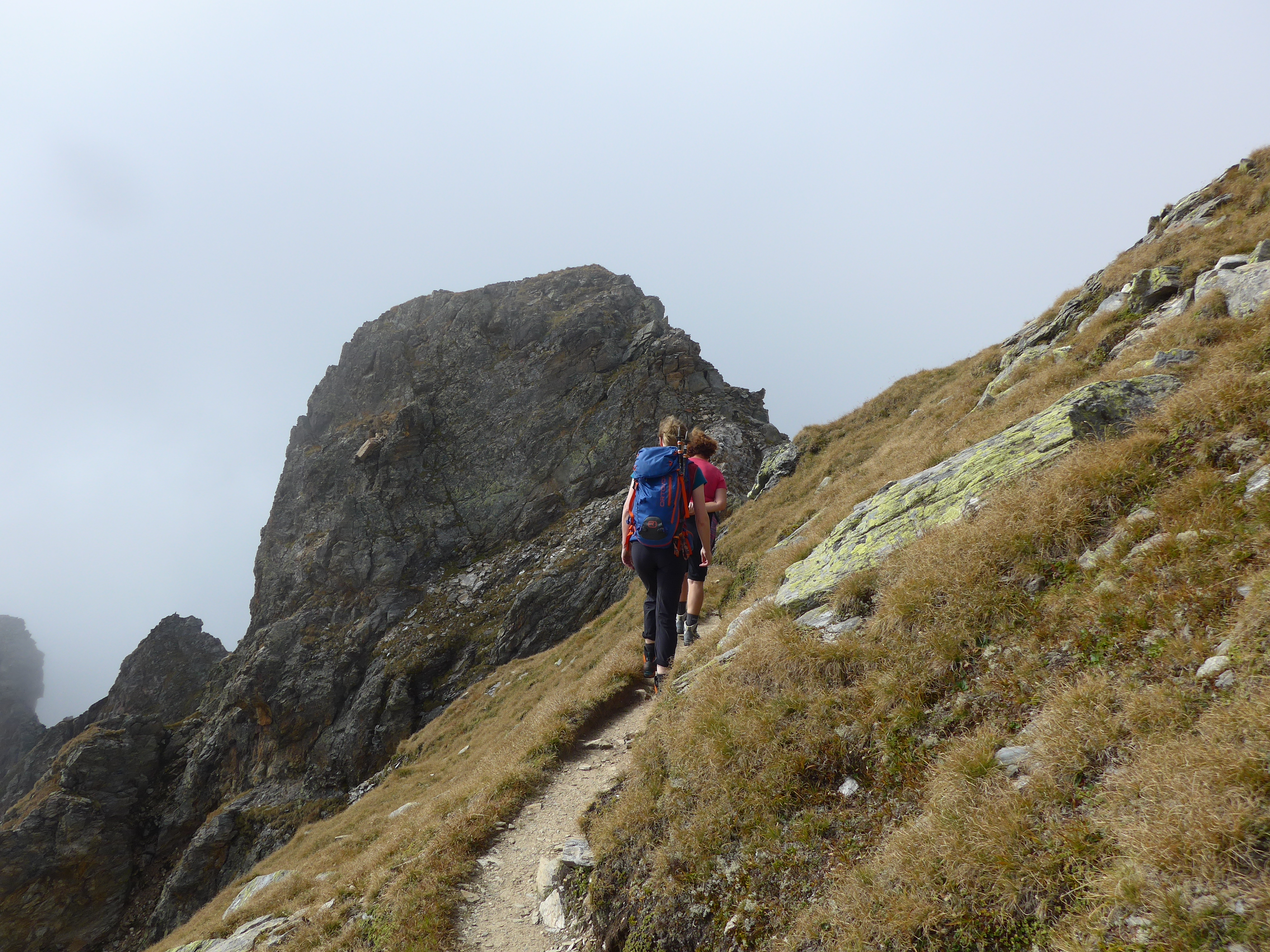
Hauptgipfel von Nordosten
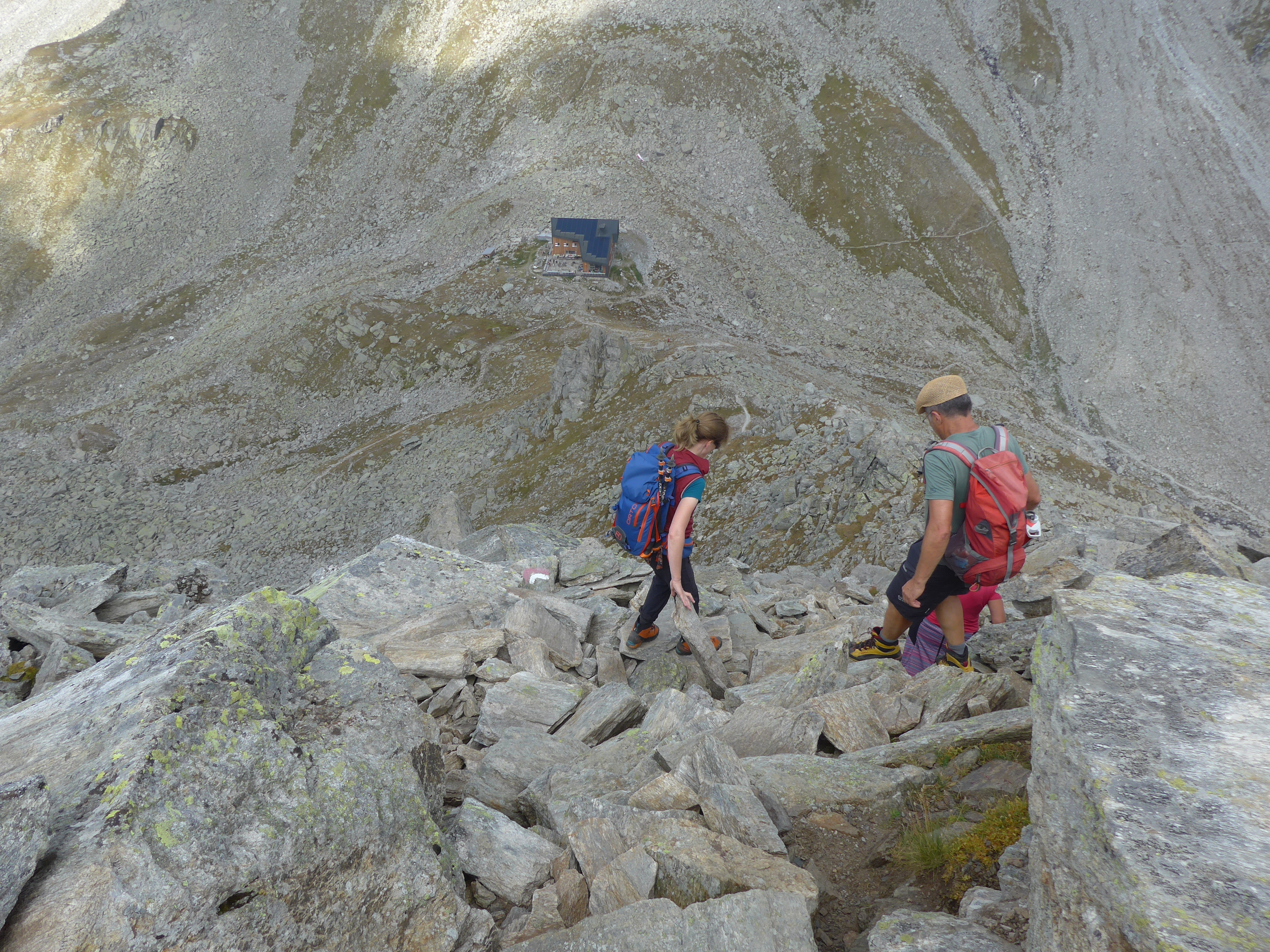
Abstieg am Nordgrat zur Edelrauthütte